# Gamochaeta serpyllifolia
Gamochaeta serpyllifolia là một loài thực vật có hoa trong họ Cúc. Loài này được (J.Rémy) Wedd. mô tả khoa học đầu tiên năm 1856.